# III. Henrik alsó-lotaringiai herceg
Henrik (kb. 1059 – 1119) középkori középkori német nemesúr, 1082-től haláig Arlon és Limburg grófja, majd 1101-től 1106-ig Alsó-Lotaringia hercege I. Henrik néven.

## Élete
Apja I. Walerán limburgi gróf, anyja Jutta alsó-lotaringiai hercegnő (Frigyes alsó-lotaringiai herceg lánya), 1059 körül született. 1082-ben, apja halála után örökölte a limburgi és arloni grófi címeket.
1096-ban a helyi nemesség jelentős része, köztük Bouillon Gottfried, Henrik szövetségese, elmentek, hogy részt vegyenek az első keresztes hadjáratban. Henrik visszaélt azzal, hogy a szomszédos államok meggyengültek, mígnem 1101-ben IV. Henrik német-római császár büntetőhadjáratot indított ellene és elfoglalta Limburg várát.
Henrik kénytelen volt elismeni a császár fennhatóságát, cserébe viszont megkapta Alsó-Lotaringia hercegi címét, amely Bouillon Gottfried 1100-ban bekövetkezett halálával megüresedett. Hercegként I. Gottfried leuveni gróffal vetélkedett, illetve megpróbált beavatkozni a Német-Római Császárság örökösödési küzdelmeibe: eleinte az ifjú trónörökös Henrik, a későbbi V. Henrik német-római császárt támogatta apja ellenében, majd mégis visszatért IV. Henrik oldalára. Vesztére, mert IV. Henrik 1106-ban meghalt és ekkor V. Henrik megfosztotta hercegi címétől, elfoglalta Limburgot és Henriket börtönbe vetette. A hercegi címet ekkor Gottfried leuveni gróf kapta meg.
Henrik később megszökött fogságából és megkísérelte visszaszerezni hercegségét. Kudarcot vallott és békét kellett kötnie az új császárral és az új herceggel, ettől fogva viszont Limburg hercege néven emlegette magát. Később részt vett az V. Henrik elleni felkelésekben, Lothár szász herceg, későbbi német-római császár oldalán és ott volt az 1114-es és 1115-ös csatákban, amelyeket Lothár és V. Henrik vívott.
1119-ben halt meg, utóda fia, II. Walerán limburgi gróf lett, aki 1125-ben szintén megkapta az alsó-lotaringiai hercegi címet.

## Családja és leszármazottai
Első felesége nem ismert, de a házasságot a korabeli krónikák feljegyezték. Második felesége Adelheid von Botenstein (? – 1106 után), Ottó von Bothenstein gróf lánya.  Házasságukból öt gyermek született:
- Walerán (kb. 1085 – 1139. augusztus 6.),[1] aki 1119-ben II. Walerán néven örökölte apja címét.
- Ágnes (? – 1136).[2] Első férje (1110) Frigyes palotagróf, Putelendorf grófja. Második férje (1125) Walo von Veckenstedt.
- Adelheid (? – 1144. február 6.).[2] Első férje feltehetően Frigyes, Arnsberg grófja. Második férje (1130 előtt) Kuno, Horburg grófja. Harmadik férje (1140 előtt) II. Konrád, Dachau grófja.
- Matilda (? – 1148 után)[3] Férje Henri de Namur, Laroche grófja, III. Albert namuri gróf fia.
- Henrik (? – 1131 után)[4]